# Teresa Emil Di Fulvio
Teresa Emil Di Fulvio de Basso (15 de octubre de 1930) es una botánica, curadora, y profesora argentina. Se doctoró en Ciencias Naturales en la Facultad de Ciencias Exactas, Físicas y Naturales de la Universidad Nacional de Córdoba. Es investigadora en el campo de la embriología y la anatomía vegetal; como investigadora principal del CONICET; y profesora titular de Morfología Vegetal.
Como profesora emérita, se desempeña como investigadora contratada en el Instituto Multidisciplinario de Biología Vegetal (IMBIV) dependiente del CONICET, y de la Universidad Nacional de Córdoba (Facultad de Ciencias Exactas, Físicas y Naturales y de la Facultad de Ciencias Químicas).

## Algunas publicaciones
- t.e. Di Fulvio, l. Ariza Espinar. 2000. Heliotropium geissei (Boraginaceae) en Argentina. Kurtziana 28 (2): 277-280

- ------------------, ------------------. 2000. Rehabilitación de Heliotropium auratum (Boraginaceae). Kurtziana 28 (2): 281-288

- ------------------, m.t. Cosa, n. Dottori. Morfología y vascularización floral de Draperia, Emmenanthe, Hesperochiron, Romanzoffia y Tricardia (Phacelieae, Hydrophyllaceae). Kurtziana 27 (1): 187-209. 1999

- ------------------, ------------------, ---------------. Morfología y vascularización floral de Turricula parryi (Hydrophyllaceae). Kurtziana 25: 47-66. 1997

- ------------------, n. Dottori. Contribución al conocimiento de Tricomas y emergencias en Hydrophyllaceae. Clasificación y consideraciones taxonómicas. Kurtziana 24: 19-64, f. 1-21), 1995

- ------------------, ------------------, m.t. Cosa}}. Ontogenia y estructura del fruto y de la semilla de Lemmonia californica (Phacelieae, Hydrophyllaceae), en relación a la taxonomía. Kurtziana 22: 31 46, 1993

- 1973. Contribución al conocimiento cariológico de Amaryllidaceae I. Estudio cromosómico en Hieronymiella y otros géneros afines. Kurtziana 7: 117-131

### Libros
- teresa emil Di Fulvio, marion Stilwell Cave. 1964. Embryology of Blandfordia nobilis Sm. (Liliaceae), with special reference to its taxonomic position. Vol. 3, N.º 2 de Trabajos del Museo Botánico. UNC. 499 pp.

## Honores
Miembro
- Sociedad Argentina de Botánica

Galardones
- Premio Cristóbal M. Hicken, período 1980 - 1982; por la Academia de Ciencias Exactas, Físicas y Naturales de Buenos Aires

- La abreviatura «Di Fulvio» se emplea para indicar a Teresa Emil Di Fulvio como autoridad en la descripción y clasificación científica de los vegetales.[3]